# Савін Іван Іванович
Іван Савін (справжнє ім'я — Іван Іванович Саволайнен, до революції — Саволаін; 29 серпня 1899, місто Одеса, Херсонська губернія, Російська імперія — 12 липня 1927, Гельсінкі, Фінляндія) — поет і прозаїк першої хвилі російської еміграції.
Дитинство і юність письменника пов'язані з Зіньковом, де він виріс у домі матері — провінційної поміщиці. На фронтах Громадянської війни, де загинули чотири його брати, воював добровольцем на боці білих. Під час кримського відступу захворів на тиф і опинився в шпиталі Джанкоя, який невдовзі був захоплений частинами червоних. Савін врятувався, видавши себе за рядового. 1922 року разом із батьком, фінським громадянином, йому вдається виїхати з Росії до Фінляндії. Тут активно включається в літературне життя еміграції.
Творчість Савіна нині маловідома широкому загалу. Єдиний прижиттєвий збірник віршів «Ладонка», що вийшов у Белграді 1926 року, відразу ж зробив ім'я Савіна популярним у середовищі еміграції. Вірші, нариси й розповіді Савіна періодично з'являлись на сторінках престижних емігрантських видань. Письменник готував до виходу збірник прози «Книга былей», який, на жаль, так і не був надрукований. Лише через 60 років у Нью-Йорку виходить збірка вибраних віршів і прози. Головний мотив творчості Савіна — трагізм громадянської війни. Творчий стиль Савіна високо оцінював Іван Бунін.
12 липня 1927 року після нескладної операції Савін помер від зараження крові.